# Veri (Azerbaigian)
Veri è un comune dell'Azerbaigian situato nel distretto di Lerik. Conta una popolazione di 786 abitanti.